# Хасапис, Спиридон
Спири́дон Хаса́пис (греч. Σπυρίδων Χαζάπης; 1872, Андрос — ?) — греческий моряк и пловец, серебряный призёр летних Олимпийских игр 1896.
Хасапис был моряком Королевского флота, специально для моряков которого на играх устроили отдельный заплыв на 100 м вольным стилем. Он занял второе место, уступив только Иоаннису Малокинису.